# Žlijebac
Žlijebac (cyr. Жлијебац) – wieś w Bośni i Hercegowinie, w Republice Serbskiej, w gminie Bratunac. W 2013 roku liczyła 240 mieszkańców.